# Synalpheus scaphoceris
Synalpheus scaphoceris är en kräftdjursart som beskrevs av H. Coutière 1910. Synalpheus scaphoceris ingår i släktet Synalpheus och familjen Alpheidae. Inga underarter finns listade i Catalogue of Life.